# Basmangi Kaval, Madhugiri
Basmangi Kaval là một làng thuộc tehsil Madhugiri, huyện Tumkur, bang Karnataka, Ấn Độ.